# Antônio Carlos Jobim

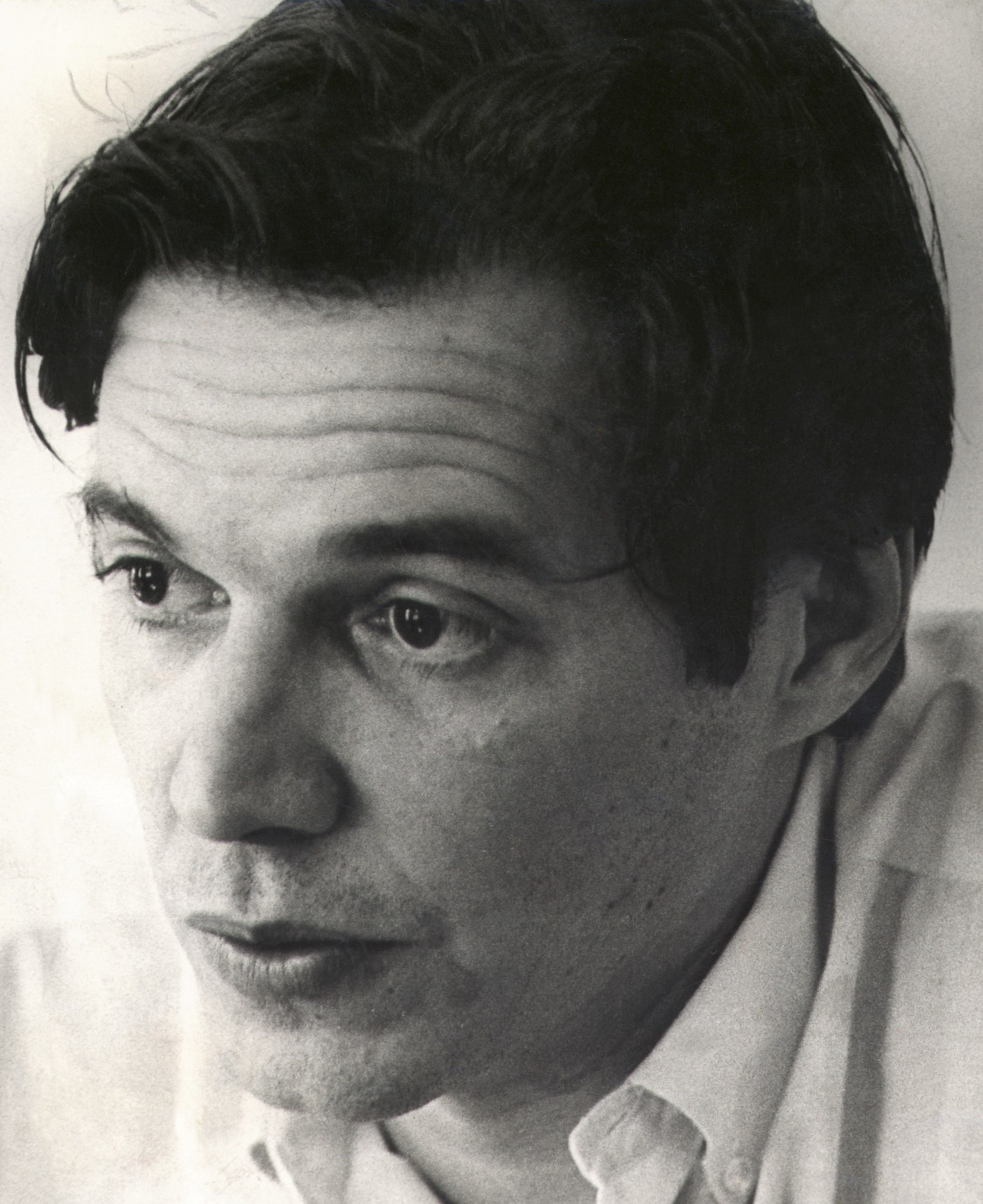
Antônio Carlos Jobim (1965)

Antônio Carlos Brasileiro de Almeida Jobim, auch Tom Jobim, (* 25. Januar 1927 in Rio de Janeiro; † 8. Dezember 1994 in New York) war ein brasilianischer Sänger, Pianist, Gitarrist und Komponist. Er war einer der Begründer der Bossa Nova.

## Leben

Jobim und Chico Buarque beim Festival Internacional da Canção Popular (FIC), 1968

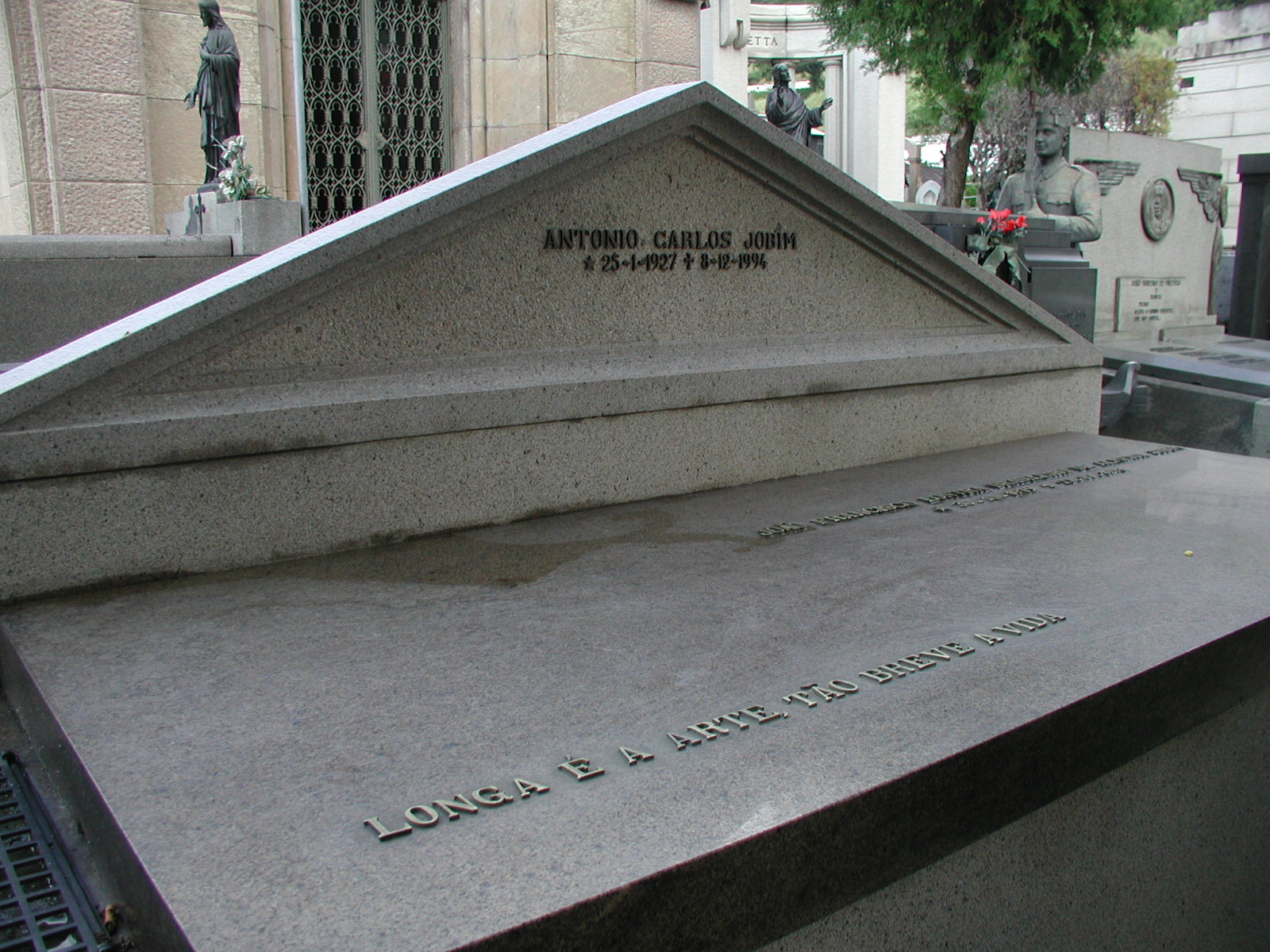
Grabstein von Jobim auf dem Cemitério de São João Batista (Rio de Janeiro)

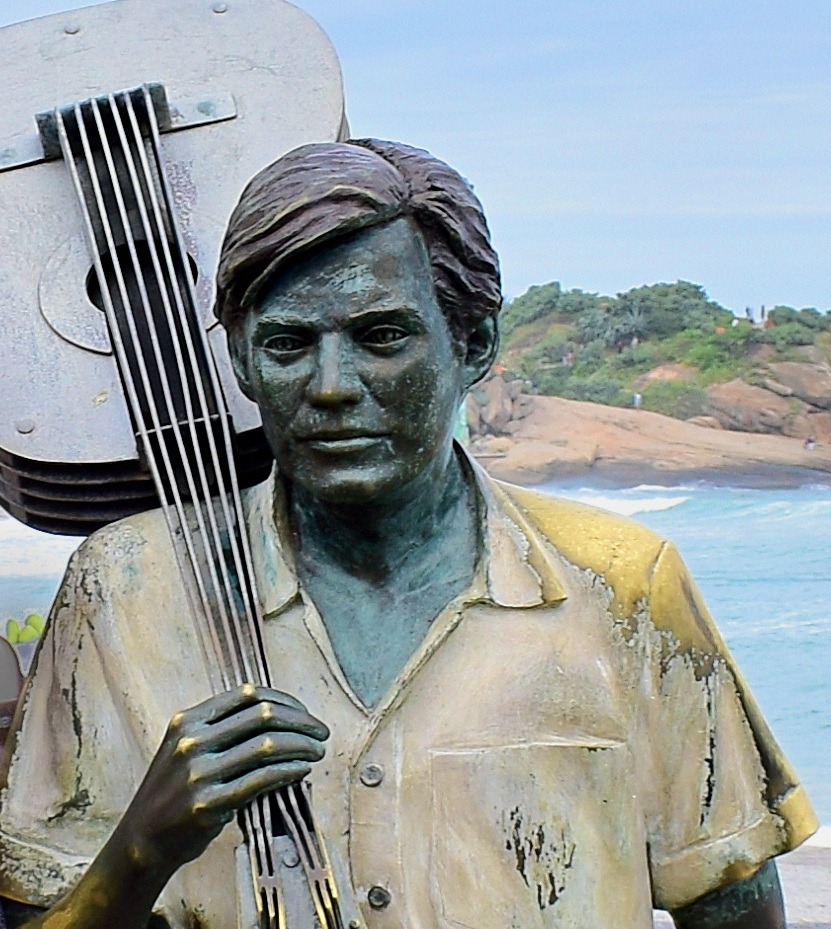
Jobim-Statue am Strand von Ipanema

Antônio Carlos Jobim, dessen Vorfahren im 17. Jahrhundert von Frankreich nach Brasilien ausgewandert waren, wurde im Stadtteil Tijuca geboren und verbrachte seine Kindheit in Ipanema. Er lernte bereits in früher Kindheit, Gitarre zu spielen. Ab seinem 13. Lebensjahr bekam er Klavierunterricht und wurde Schüler von Lúcia Branco, die als beste Klavierlehrerin im Rio de Janeiro der vierziger Jahre galt. Ab 1941 war zudem Hans-Joachim Koellreutter, der auch andere große brasilianische Komponisten unterrichtet hatte, sein Lehrer.
Im Jahre 1946 begann Jobim ein Architekturstudium, das er jedoch bald aufgab, um sich der Musik zu widmen. Er spielte danach zunächst in diversen Nachtclubs. Hier entstand auch die Freundschaft mit dem Pianisten und Dichter Newton Mendonça. Weiterhin war er in den Studios des Musiklabels Continental tätig, wo er auch arrangierte und mit dem Komponisten und Dirigenten Radamés Gnattali zusammenarbeitete.
Der erste größere Erfolg gelang Jobim mit Billy Blanco, mit dem er 1954 das Lied Teresa da Praia aufnahm. Zwei Jahre später bat ihn sein Freund Vinícius de Moraes um die Vertonung seines Werks Orfeu da Conceição, das wenig später von Marcel Camus unter dem Namen Orfeu Negro für das Kino adaptiert wurde. Mit diesem Werk gelang Tom Jobim und Vinícius de Moraes der Durchbruch; einige Klassiker der populären Musik Brasiliens, wie Se todos fossem iguais a você oder A felicidade stammen aus dieser Zeit.
Bis 1958 war Jobim künstlerischer Leiter des Plattenlabels Odeon. In dieser Zeit nahm Elizete Cardoso einige seiner Werke mit Vinícius de Moraes auf, die bis heute als Meilensteine in der Entwicklung der Musik Brasiliens gelten, besonders das Album Canção do amor demais.
Der bis dato unbekannte Sänger und Gitarrist João Gilberto brachte 1959 sein Debütalbum Chega de saudade mit einigen Jobim-Kompositionen heraus, das neben dem Titelstück auch Klassiker wie die in Zusammenarbeit mit Newton Mendonça entstandenen Desafinado oder Samba de uma nota só enthielt. Danach galt Jobim endgültig als einflussreichster Komponist Brasiliens seiner Zeit und als einer der Begründer der Bossa Nova. Seine Arrangements eröffneten für die populäre Musik Brasiliens neue Wege und Möglichkeiten. Traditionelle brasilianische Liedformen, wie Choros oder Samba, wurden von den Protagonisten der Bossa Nova vor allem mit Jazz-Elementen gemischt. Jobims Stücke sind vor allem von Pixinguinha, Chiquinha Gonzaga, Ernesto Nazareth, Sinhô, Ary Barroso, und Dorival Caymmi sowie der Musik Claude Debussys und der klassischen Jazzmusik beeinflusst.
In den 1960er Jahren gelang Jobim auch der internationale Durchbruch. Als wichtigstes Ereignis gilt das Bossa-Nova-Festival 1962 in der Carnegie Hall in New York, zu dem Jobim und andere brasilianische Künstler eingeladen wurden. Die Bossa Nova wurde in Nordamerika populär und Jobim nahm Platten mit Stan Getz und Frank Sinatra auf. Im Jahre 1968 gewann Jobim zusammen mit Chico Buarque das Internationale Musikfestival mit dem Lied Sabiá.
In den 1970er Jahren schrieb Jobim Musik zu zahlreichen Fernsehproduktionen und zu Filmen. Seine Lieder wurden von Größen wie Ella Fitzgerald oder Elis Regina aufgeführt. Unter den vielen Partnerschaften beim Komponieren und Musizieren war die mit Vinícius de Moraes die fruchtbarste; aus ihr gingen erfolgreiche Lieder wie Ela é carioca oder auch Garôta de Ipanema hervor. Aus der Zusammenarbeit mit Dolores Durán entstammte beispielsweise Por causa de você. mit Aloysio de Oliveira entstand Dindi.
Anfang 1994 berichtete Jobim seinem Arzt von urologischen Problemen. Am 6. Dezember wurde er am Mount Sinai Hospital in New York City wegen fortgeschrittenem Blasenkrebs operiert. Am 8. Dezember 1994 erlitt er eine Lungenembolie, zwei Stunden später starb er im Alter von 67 Jahren an einem Herzinfarkt.

Sein Album Antonio Brasileiro erschien drei Tage nach seinem Tod.
Jobims Spätwerk enthält viele südamerikanische Rhythmen; es ist komplexer orchestriert und arrangiert als seine Kompositionen der frühen Bossa-Nova-Jahre.
Der internationale Flughafen der Stadt Rio de Janeiro heißt seit 1999 Flughafen Rio de Janeiro–Antônio Carlos Jobim. Am Strand von Ipanema steht seit 2014 ein Denkmal für Jobim.

## Werke
Weltweit bekannte von Jobim komponierte Lieder sind unter anderen:
- Água de beber
- Águas de Março (Waters of March)
- A Felicidade und O nosso Amor (beide aus dem Film Orfeu Negro)
- Chega de Saudade (No More Blues)
- Chovendo na Roseira (Double Rainbow)
- Corcovado (Quiet Nights of Quiet Stars)
- Desafinado
- Dindi
- Fotografia
- Garota de Ipanema (The Girl from Ipanema)
- Inútil Paisagem (If You Never Come to Me)
- Insensatez (How Insensitive)
- Meditação
- O Amor em Paz
- O morro não tem vez (Favela/Somewhere in the Hills)
- Samba de uma nota só (One Note Samba)
- Se todos fossem iguais a você (Someone to Light Up My Life)
- Só danço Samba
- Stone Flower
- Triste
- Vou te contar (Wave)

Aufnahmen in Alben anderer Musiker und Gemeinschaftsproduktionen
- 1964: Getz/Gilberto (Verve, US: Gold, UK: Silber)[3]

Gastbeiträge
- 1964: The Girl From Ipanema (UK: Silber)

## Hommagen an Jobim in Musik, Film, Theater, Sport und Weiterem
- Ryuichi Sakamoto, wie Jobim Pianist und Filmmusiker (The Last Emperor), nahm 2002 gemeinsam mit dem brasilianischen Cellisten und Bandleader Jaques Morelenbaum sowie dessen Frau Paula Morelenbaum als Sängerin eine Jobim-Hommage-CD auf. Deren Titel Casa bezieht sich auf das Haus des Verstorbenen, in dem die drei als Freunde des Hauses zusammentrafen.
- Heatmiser, eine ehemalige US-amerikanische Band aus Portland (Oregon) um Neil Gust und Elliott Smith, benannten ein Lied des Albums Cop and Speeder nach Antônio Carlos Jobim.
- Rolf Tönnes und Thomas G. Wagner gaben in der Reihe Jazz Classics for Classical Guitar Bearbeitungen einiger Jobim-Stücke für Gitarre heraus.[4]
- Die Sängerin Maucha Adnet, die mit Jobim in seiner Banda Novo zusammenarbeitete, veröffentlichte 2006 ihr Jobim Songbook.
- 2007 fand (am 5. Dezember 2007 in Essen und am 7. Dezember 2007 in Köln) unter dem Titel Celebrating Jobim eine Hommage an Jobim statt. Mitwirkende waren die Sängerin Joyce, Jaques Morelenbaum am Cello, Nailor Proveta an der Klarinette und die WDR Big Band Köln unter der Leitung von Gilson Peranzzetta.
- Kurz vor Jobims Tod nahm der Jazzmusiker Joe Henderson mit brasilianischen und US-amerikanischen Musikern das Tributealbum Double Rainbow: The Music of Antonio Carlos Jobim auf.
- Tom, das offizielle Maskottchen der Sommer-Paralympics 2016 in Rio de Janeiro, wurde nach Jobim benannt.
- Die portugiesische Sängerin Carminho veröffentlichte anlässlich Jobims 90. Geburtstag das Album Carminho Canta Tom Jobim.
- In der Anime-Serie Cowboy Bebop gibt es drei alte Männer namens Antonio, Carlos und Jobim.
- In mehreren Orten Brasiliens wurden Straßen nach Jobim benannt: in Maricá (Bundesstaat Rio de Janeiro) und Alvorada (Rio Grande do Sul) jeweils eine Avenida Antônio Carlos Jobim sowie in Piraí und Niterói (beide im Bundesstaat Rio de Janeiro) je eine Rua Antônio Carlos Jobim.